# Karl Deuscher
Karl Deuscher (* 13. September 1917 in Betzingen, Kreis Reutlingen; † 17. September 1993) war ein deutscher SED-Funktionär. Er war Vorsitzender des Rates des Bezirkes Rostock.

## Leben
Deuscher wurde als Sohn eines Tiefbauarbeiters und einer Landarbeiterin geboren. Nach dem Besuch der Volksschule erlernte er 1932 bis 1935 in Reutlingen den Beruf des Bau- und Möbeltischlers. Noch während seiner Lehrzeit trat er dem Holzarbeiterverband bei. 
Von 1935 bis 1938 arbeitete er als Landarbeiter sowie als Strecken- bzw. Rangierarbeiter bei der Deutschen Reichsbahn. 1938 wurde er zum Reichsarbeitsdienst, 1939 zum Kriegsdienst bei der Wehrmacht eingezogen. Deuscher geriet in amerikanische Kriegsgefangenschaft und wurde im Mai 1945 im amerikanischen Sammellager in Regensburg interniert. Nach seiner Entlassung arbeitete er von 1945 bis 1949 als Streckenarbeiter bei der Deutschen Reichsbahn in Ludwigslust und Wittenberg.
1946 trat er der SPD bei und wurde mit der Zwangsvereinigung von SPD und KPD im selben Jahr Mitglied der SED. 1949/1950 war er Instrukteur der SED-Landesleitung Mecklenburg. 1950/1951 studierte er an der Parteihochschule „Karl Marx“ mit Abschluss als Diplom-Gesellschaftswissenschaftler. Von 1951 bis 1961 fungierte er als Erster Sekretär der SED-Kreisleitung Rostock-Stadt. Anschließend war er bis 1969 Vorsitzender des Rates des Bezirkes Rostock. Ab Juni 1969 wirkte er als Vorsitzender der Bezirksparteikontrollkommission (BPKK) der SED Rostock. 1984 trat Deuscher in den Ruhestand. Danach wirkte er noch als Vorsitzender der Kommission zur Betreuung von Parteiveteranen der SED-Bezirksleitung Rostock.

## Auszeichnungen
- Vaterländischer Verdienstorden in Bronze, in Silber und in Gold (1977)
- Banner der Arbeit (1967)
- Ehrenspange zum Vaterländischen Verdienstorden in Gold (1985)
- Orden Stern der Völkerfreundschaft in Silber (1987)